# 韓捧日
韩捧日，廣東省瓊州府文昌縣（今屬海南省）迈犊都人。清朝官員。
廪贡出身，道光十七年（1837年）丁酉举人，道光二十庚子（1810年）科进士，与族叔韩锦云同榜。历任江西崇义永丰县知县，加知州衔。最后官至江西房考。